# Politbureau 1939
Hieronder de samenstelling van het Politbureau van het Centraal Comité van de Communistische Partij van de Sovjet-Unie (stemhebbende leden) in 1939, na de Grote Zuivering en aan de vooravond van de Tweede Wereldoorlog.
| Afbeelding | persoon             |
|            | Jozef Stalin        |
|            | Vjatsjeslav Molotov |
|            | Michail Kalinin     |
|            | Lazar Kaganovitsj   |
|            | Kliment Vorosjilov  |
|            | Andrej Andrejev     |
|            | Nikita Chroesjtsjov |
|            | Anastas Mikojan     |
|            | Andrej Zjdanov      |

Tussen 1939 en 1953 waren ook nog lid van het politbureau:
| Afbeelding | persoon                                               |
|            | Nikolai Voznesenski (1947-1949)                       |
|            | Aleksej Kosygin (1948-1952, werd in 1960 opnieuw lid) |

## Bron
- (en)  Leadership of the Communist Party of the Soviet Union (CPSU, 1917-1991)